# 井上政重
井上 政重（いのうえ まさしげ）は、安土桃山時代から江戸時代前期にかけての大名。江戸幕府宗門改役。下総国高岡藩初代藩主。高岡藩井上家初代。号は幽山。

## 経歴
天正13年（1585年）徳川家康の家臣、井上清秀の四男として遠江国で生まれる。
寛永4年（1627年）12月29日、従五位下・筑後守に叙任。
寛永9年（1632年）12月17日、江戸幕府の大目付（当時は惣目付という名称）となる。宗門改役に任ぜられ、幕府のキリシタン禁令政策の中心人物となった。井上の下屋敷が文京区小日向にあり、キリシタンを幽閉する施設（切支丹屋敷）として使用されていた。脇に切支丹坂という坂が残っている。
寛永15年（1638年）、島原の乱に上使として九州に赴いた。
寛永17年（1640年）6月12日、1万石を領し大名に列し下総国高岡藩の藩祖となる。
寛永20年（1643年）5月23日、3千石を加増される。
寛永20年（1643年）5月、筑前国で捕らえられたジュゼッペ・キアラ（岡本三右衛門）が同年7月に江戸へ移送され、政重の小日向の下屋敷に預けられて取り調べを受けた。
同年、ブレスケンス号事件が発生したことを受け、1650年に、バタヴィア側は信任状のない特使を送る事になる。この特使に対して惣目付の井上が対応した。紅毛流測量術はこの際に伝えられたとされている。
正保元年（1644年）12月16日、大目付として宮城和甫と共に、諸大名に正保国絵図・正保郷帳の作成を命じた。
万治元年（1658年）閏12月8日、職を辞す。
万治3年（1660年）7月9日、嫡男の政次は早世したため、政次の嫡男である政清に家督を譲って隠居し、幽山と号した。
万治4年（1661年）2月27日、文京区小日向の下屋敷にて死去。享年77。墓地は文京区向丘の浄心寺であったが、後に染井霊園に改葬された。

## 後世の評価
アメリカ合衆国の歴史家ジョージ・エリソンは、井上をアドルフ・アイヒマンと比較した。

## 系譜
父母
- 井上清秀（父）
- 永田氏（母）

正室
- 太田重正の娘

子女
- 井上政次（長男）